# Geir Botnen
Geir Botnen (Kvam, Noruega, 27 de febrero de 1959) es un pianista noruego. Toca la música de Edvard Grieg, Wolfgang Amadeus Mozart y Ludwig van Beethoven, si bien es conocido principalmente por sus interpretaciones de Geirr Tveitt. 